# 北京当街摔死女童事件
北京当街摔死女童事件发生在2013年7月23日晚間，案犯韩磊乘坐李明驾驶的白色轿车，在北京市大兴区旧宫镇一公交车站台附近，因為停车问题与李某发生争执，韩磊随即将2岁的女儿从婴儿车内抓起举过头顶摔在地上，事發之后韩磊和李明驾车逃离现场。3天之後（26日），被摔女童经過抢救无效死亡。該事件当即引发了中国社会的震惊，在纷纷指责犯罪嫌疑人的同时，也有媒体反思，社会风气每况愈下泯灭了人们的良知和理性，是該事件背后的背景原因。

## 审判
案发之后，犯罪嫌疑人韩磊与李明都遭到逮捕。根据韩磊的父亲介绍，韩磊从小在单亲家庭长大，从小遭受到欺负，因此性格敏感易怒，並且喜欢摔东西发泄；在摔婴案发生之前，韩磊就有犯罪前科。韩磊在庭审时辩解称，摔女婴不是故意所为，起初只为发泄而摔东西，并且不知道摔的是女婴；他也表示摔婴儿的行为对不起自己的良心，声称“哪怕说法律上不判處我死刑，我良心上一辈子都不能原谅自己，我已经没有活下去的信心了”，并且请求法院判处他死刑。
而被害人家属则拒绝接受赔偿，并且强烈要求法院判处韩磊死刑。韩磊的父母7次前往受害者家道歉未果，其中1次道歉时，韩磊的母亲被受害者家属追打摔伤。
2013年9月25日，北京市第一中级人民法院一审判处韓磊死刑，剝奪政治權利終身。宣判之後，韓磊不服判決，提出上訴。
2013年11月19日，北京市高级人民法院二審開庭審理該案。11月29日，北京市高級人民法院终审裁定：韩磊曾因為犯罪被判处以刑罚，仍不思悔改，在刑满释放9个月之后故意非法剥夺他人生命，他的行為已經構成故意殺人罪，並且犯罪手段殘忍，情節惡劣，後果嚴重，主觀惡性較深，人身危險性大，並且系累犯，因此維持二審死刑判決；李明因为故意窝藏韩磊并协助逃跑，同时在犯案时属於假释考验期间，被裁定撤销假释，以窝藏罪连同前罪未服满刑期合並判處5年有期徒刑。
2014年10月31日，根据最高人民法院的院長簽署執行死刑命令，韩磊被执行死刑。据媒体报道，韩磊是被枪决处死，並且執行之前异常紧张。